# 阿里亚美尼斯
阿里亚美尼斯（古希臘語： Ariámnēs；前4世纪盛年；前362-前330年在位）是波斯宗主治下的卡帕多细亚总督。达塔美斯的儿子和阿里阿拉特一世的父亲和他的兄弟是赫罗弗尼斯（Orophernes或Holophernes）, 狄奥多罗斯记载他统治了50年。